# Lotta Hamari
Anna Lotta Hamari, född Kauhanen 1985 i Kyrkslätt, är en finländsk basketspelare och politiker (Socialdemokraterna). Hon är ledamot av Finlands riksdag sedan 2023. Sanna Marin avgick som riksdagsledamot 2023 och ersattes av Hamari som hade fått en ersättarplats i riksdagsvalet 2023.
Som Lotta Kauhanen vann hon FM-guld i basket 2005 med BC Nokia.